# Élections départementales de 2015 dans la Manche
Les élections départementales ont lieu les 22 et 29 mars 2015.

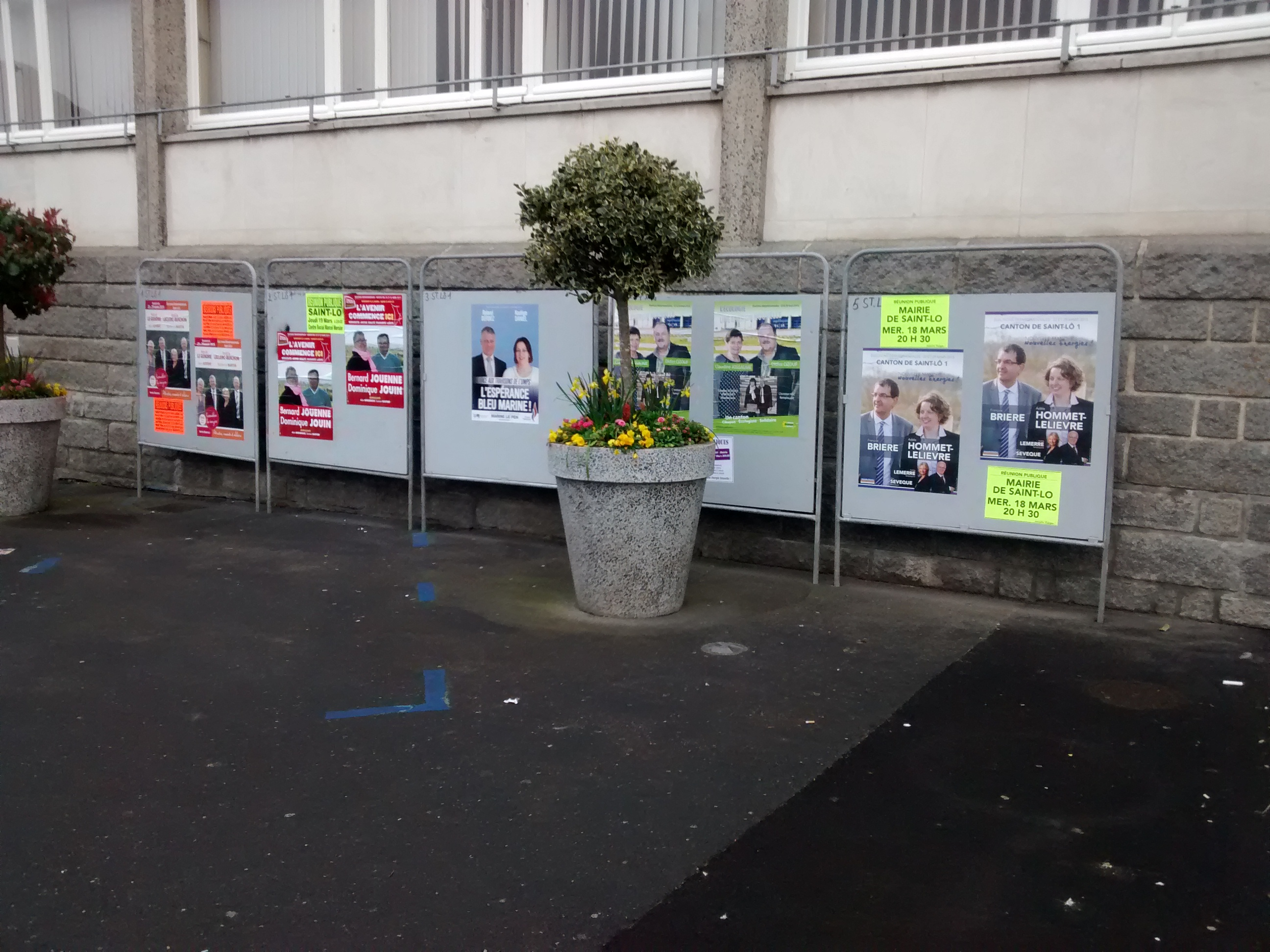
Panneaux électoraux pour le canton de Saint-Lô-1

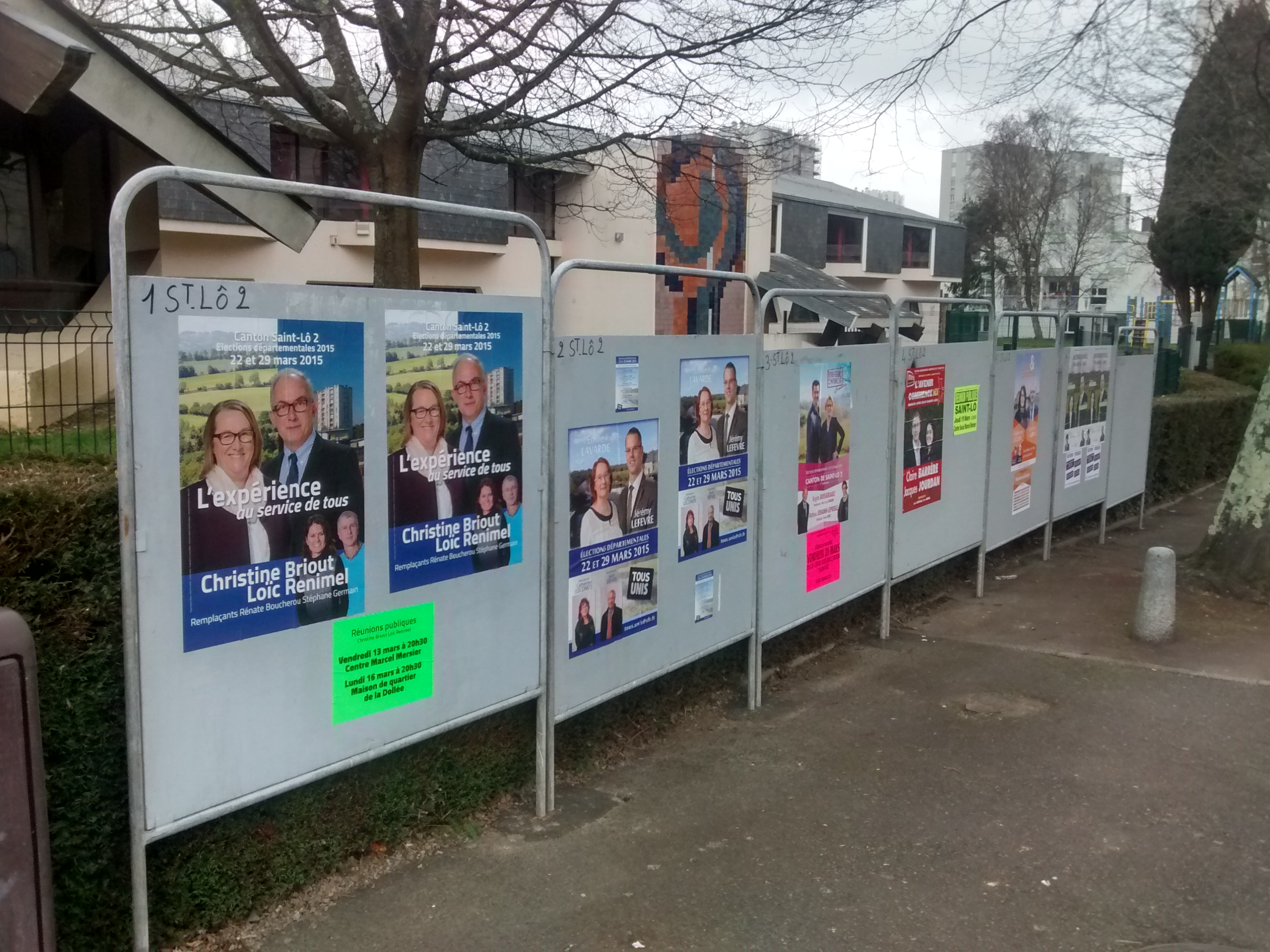
Panneaux électoraux pour le canton de Saint-Lô-2

## Contexte départemental

### Assemblée départementale sortante
Avant les élections, le Conseil général de la Manche est présidé par Jean-François Le Grand (DVD). Il comprend 52 conseillers généraux issus des 52 cantons de la Manche. Après le redécoupage cantonal de 2014, ce sont 54 conseillers départementaux qui seront élus au sein des 27 nouveaux cantons de la Manche.
| Parti                                | Sigle | Sigle | Élus |
| ------------------------------------ | ----- | ----- | ---- |
| Majorité (34 sièges)                 |       |       |      |
| Divers droite                        |       | DVD   | 21   |
| Union pour un mouvement populaire    |       | UMP   | 9    |
| Union des démocrates et indépendants |       | UDI   | 3    |
| Debout la France                     |       | DLF   | 1    |
| Opposition (18 sièges)               |       |       |      |
| Parti socialiste                     |       | PS    | 12   |
| Divers gauche                        |       | DVG   | 5    |
| Mouvement démocrate                  |       | MoDem | 1    |
| Président du conseil général         |       |       |      |
| Jean-François Le Grand (DVD)         |       |       |      |

### Assemblée départementale élue
| Parti                                | Sigle | Sigle | Élus |
| ------------------------------------ | ----- | ----- | ---- |
| Majorité (40 sièges)                 |       |       |      |
| Divers droite                        |       | DVD   | 27   |
| Union pour un mouvement populaire    |       | UMP   | 7    |
| Union des démocrates et indépendants |       | UDI   | 5    |
| Debout la France                     |       | DLF   | 1    |
| Opposition (14 sièges)               |       |       |      |
| Parti socialiste                     |       | PS    | 10   |
| Divers gauche                        |       | DVG   | 4    |
| Président du conseil départemental   |       |       |      |
| Philippe Bas (DVD)                   |       |       |      |

## Résultats à l'échelle du département

### Résultats par nuances du ministère de l'Intérieur
Les nuances utilisées par le ministère de l'Intérieur ne tiennent pas compte des alliances locales.
| Binômes     | Binômes            | Premier tour | Premier tour | Second tour | Second tour | Sièges |
| Binômes     | Binômes            | Voix         | %            | Voix        | %           | Sièges |
| ----------- | ------------------ | ------------ | ------------ | ----------- | ----------- | ------ |
|             | DVD                | 51 702       | 28,89        | 64 556      | 39,95       | 30     |
|             | UMP                | 16 532       | 9,24         | 19 755      | 12,22       | 4      |
|             | Union de la droite | 7 748        | 4,33         | 10 786      | 6,67        | 4      |
|             | UDI                | 6 975        | 3,90         | 7 311       | 4,52        | 2      |
| Droite      | Droite             | 82 957       | 46,36        | 102 408     | 63,36       | 40     |
|             |                    |              |              |             |             |        |
|             | PS                 | 16 276       | 9,09         | 20 017      | 12,39       | 10     |
|             | DVG                | 15 457       | 8,64         | 15 576      | 9,64        | 4      |
|             | FG                 | 12 074       | 6,75         |             |             |        |
|             | EÉLV               | 8 759        | 4,89         |             |             |        |
|             | PCF                | 725          | 0,41         |             |             |        |
| Gauche      | Gauche             | 53 291       | 29,78        | 35 593      | 22,03       | 14     |
|             |                    |              |              |             |             |        |
|             | FN                 | 42 685       | 23,85        | 23 600      | 14,60       | 0      |
|             |                    |              |              |             |             |        |
|             | Divers             | 40           | 0,02         |             |             |        |
|             |                    |              |              |             |             |        |
| Inscrits    | Inscrits           | 376 202      | 100,00       | 361 340     | 100,00      |        |
| Abstentions | Abstentions        | 185 597      | 49,33        | 183 321     | 50,73       |        |
| Votants     | Votants            | 190 605      | 50,67        | 178 019     | 49,27       |        |
| Blancs      | Blancs             | 7 905        | 4,15         | 11 350      | 6,38        |        |
| Nuls        | Nuls               | 3 727        | 1,96         | 5 068       | 2,85        |        |
| Exprimés    | Exprimés           | 178 973      | 93,90        | 161 601     | 90,78       |        |

### Résultats par canton
| Canton                         | Conseiller sortant           | Parti              | Parti       | Conseiller élu             | Parti           | Parti           |
| ------------------------------ | ---------------------------- | ------------------ | ----------- | -------------------------- | --------------- | --------------- |
| Agon-Coutainville              | Canton créé                  | Canton créé        | Canton créé | Gabriel Daube              |                 | UDI             |
| Agon-Coutainville              | Canton créé                  | Canton créé        | Canton créé | Dominique Larsonneur-Morel |                 | UMP             |
| Avranches                      | Jean Andro*                  |                    | DVD         | Catherine Brunaud-Rhyn     |                 | UMP             |
| Avranches                      | Jean Andro*                  | Antoine Delaunay   | DVD         |                            | UMP             |                 |
| Barenton                       | Hubert Guesdon*              |                    | UMP         | Canton supprimé            | Canton supprimé | Canton supprimé |
| Barneville-Carteret            | Dieudonné Renaux*            |                    | DVG         | Canton supprimé            | Canton supprimé | Canton supprimé |
| Beaumont-Hague                 | Michel Laurent*              |                    | DVD         | Canton supprimé            | Canton supprimé | Canton supprimé |
| Brécey                         | Bernard Tréhet               |                    | UMP         | Canton supprimé            | Canton supprimé | Canton supprimé |
| Bréhal                         | Patricia Lecomte             |                    | DVD         | Patricia Lecomte           |                 | DVD             |
| Bréhal                         | Patricia Lecomte             | Alain Navarret     | DVD         |                            | DVD             |                 |
| Bricquebec                     | Patrice Pillet               |                    | UMP         | Françoise Lerossignol      |                 | UMP             |
| Bricquebec                     | Patrice Pillet               | Patrice Pillet     | UMP         |                            | UMP             |                 |
| Canisy                         | Étienne Viard*               |                    | DVD         | Canton supprimé            | Canton supprimé | Canton supprimé |
| Carentan                       | Hervé Houel                  |                    | PS          | Maryse Le Goff             |                 | DVD             |
| Carentan                       | Hervé Houel                  | Marc Lefèvre       | PS          |                            | DVD             |                 |
| Cerisy-la-Salle                | Claude Halbecq*              |                    | DVD         | Canton supprimé            | Canton supprimé | Canton supprimé |
| Cherbourg-Octeville-Nord-Ouest | Jean-Michel Houllegatte*     |                    | PS          | Canton supprimé            | Canton supprimé | Canton supprimé |
| Cherbourg-Octeville-Sud-Est    | Michel Louiset*              |                    | PS          | Canton supprimé            | Canton supprimé | Canton supprimé |
| Cherbourg-Octeville-Sud-Ouest  | Michel Lerenard*             |                    | PS          | Canton supprimé            | Canton supprimé | Canton supprimé |
| Cherbourg-Octeville-1          | Canton créé                  | Canton créé        | Canton créé | Frédéric Bastian           |                 | PS              |
| Cherbourg-Octeville-1          | Canton créé                  | Canton créé        | Canton créé | Anna Pic                   |                 | PS              |
| Cherbourg-Octeville-2          | Canton créé                  | Canton créé        | Canton créé | Karine Duval               |                 | PS              |
| Cherbourg-Octeville-2          | Canton créé                  | Canton créé        | Canton créé | Sébastien Fagnen           |                 | PS              |
| Cherbourg-Octeville-3          | Canton créé                  | Canton créé        | Canton créé | Marie-Odile Féret          |                 | PS              |
| Cherbourg-Octeville-3          | Canton créé                  | Canton créé        | Canton créé | Franck Tison               |                 | PS              |
| Condé-sur-Vire                 | Canton créé                  | Canton créé        | Canton créé | Michel de Beaucoudrey      |                 | DVD             |
| Condé-sur-Vire                 | Canton créé                  | Canton créé        | Canton créé | Marie-Pierre Fauvel        |                 | DVD             |
| Coutances                      | Claude Périer*               |                    | PS          | Jean-Dominique Bourdin     |                 | UMP             |
| Coutances                      | Claude Périer*               | Anne Harel         | PS          |                            | DVD             |                 |
| Créances                       | Canton créé                  | Canton créé        | Canton créé | Chantal Barjol             |                 | DVD             |
| Créances                       | Canton créé                  | Canton créé        | Canton créé | Jean Morin                 |                 | DLF             |
| Équeurdreville-Hainneville     | Pierre Bihet                 |                    | PS          | Dominique Hébert           |                 | PS              |
| Équeurdreville-Hainneville     | Pierre Bihet                 | Odile Lefaix-Véron | PS          |                            | PS              |                 |
| Ducey                          | Henri-Jacques Dewitte*       |                    | DVD         | Canton supprimé            | Canton supprimé | Canton supprimé |
| Gavray                         | Guy Nicolle*                 |                    | UDI         | Canton supprimé            | Canton supprimé | Canton supprimé |
| Granville                      | Jean-Marc Julienne           |                    | UDI         | Sylvie Gâté                |                 | DVD             |
| Granville                      | Jean-Marc Julienne           | Jean-Marc Julienne | UDI         |                            | UDI             |                 |
| La Hague                       | Canton créé                  | Canton créé        | Canton créé | Yveline Druez              |                 | DVG             |
| La Hague                       | Canton créé                  | Canton créé        | Canton créé | Jean-Paul Fortin           |                 | DVG             |
| La Haye-du-Puits               | Jean Morin                   |                    | DLF         | Canton supprimé            | Canton supprimé | Canton supprimé |
| La Haye-Pesnel                 | Gérard Dieudonné*            |                    | PS          | Canton supprimé            | Canton supprimé | Canton supprimé |
| Isigny-le-Buat                 | Louis Desloges               |                    | DVD         | Marie-Hélène Fillâtre      |                 | DVD             |
| Isigny-le-Buat                 | Louis Desloges               | Bernard Trehet     | DVD         |                            | DVD             |                 |
| Juvigny-le-Tertre              | Marie-Hélène Fillâtre        |                    | DVD         | Canton supprimé            | Canton supprimé | Canton supprimé |
| Lessay                         | Jean-François Le Grand*      |                    | DVD         | Canton supprimé            | Canton supprimé | Canton supprimé |
| Marigny                        | Gilles Quinquenel*           |                    | DVD         | Canton supprimé            | Canton supprimé | Canton supprimé |
| Montebourg                     | Rolande Brécy*               |                    | DVD         | Canton supprimé            | Canton supprimé | Canton supprimé |
| Montmartin-sur-Mer             | Olivier Beck*                |                    | MoDem       | Canton supprimé            | Canton supprimé | Canton supprimé |
| Mortain                        | Serge Deslandes              |                    | UMP         | Canton supprimé            | Canton supprimé | Canton supprimé |
| Le Mortainais                  | Canton créé                  | Canton créé        | Canton créé | Serge Deslandes            |                 | DVD             |
| Le Mortainais                  | Canton créé                  | Canton créé        | Canton créé | Valérie Normand            |                 | DVD             |
| Percy                          | Marcel Bourdon*              |                    | DVD         | Canton supprimé            | Canton supprimé | Canton supprimé |
| Périers                        | Hubert Lenormand*            |                    | DVD         | Canton supprimé            | Canton supprimé | Canton supprimé |
| Les Pieux                      | François Rousseau            |                    | DVG         | Frédérique Boury           |                 | DVG             |
| Les Pieux                      | François Rousseau            | François Rousseau  | DVG         |                            | DVG             |                 |
| Pont-Hébert                    | Canton créé                  | Canton créé        | Canton créé | Jean-Claude Braud          |                 | UDI             |
| Pont-Hébert                    | Canton créé                  | Canton créé        | Canton créé | Nicole Godard              |                 | UDI             |
| Pontorson                      | Jacques Gromellon            |                    | UMP         | André Denot                |                 | DVD             |
| Pontorson                      | Jacques Gromellon            | Valérie Nouvel     | UMP         |                            | UDI             |                 |
| Quettehou                      | Jean Lepetit                 |                    | DVD         | Canton supprimé            | Canton supprimé | Canton supprimé |
| Quettreville-sur-Sienne        | Canton créé                  | Canton créé        | Canton créé | Pierre de Castellane       |                 | DVD             |
| Quettreville-sur-Sienne        | Canton créé                  | Canton créé        | Canton créé | Maryse Hédouin             |                 | DVD             |
| Saint-Clair-sur-l'Elle         | Jean-Claude Braud            |                    | UDI         | Canton supprimé            | Canton supprimé | Canton supprimé |
| Saint-Hilaire-du-Harcouët      | Jacky Bouvet                 |                    | UMP         | Jacky Bouvet               |                 | UMP             |
| Saint-Hilaire-du-Harcouët      | Jacky Bouvet                 | Carine Mahieu      | UMP         |                            | DVD             |                 |
| Saint-James                    | Paul Delaunay*               |                    | DVG         | Canton supprimé            | Canton supprimé | Canton supprimé |
| Saint-Jean-de-Daye             | Lucien Boëm*                 |                    | PS          | Canton supprimé            | Canton supprimé | Canton supprimé |
| Saint-Lô-Est                   | Christine Le Coz*            |                    | PS          | Canton supprimé            | Canton supprimé | Canton supprimé |
| Saint-Lô-Ouest                 | François Brière              |                    | DVD         | Canton supprimé            | Canton supprimé | Canton supprimé |
| Saint-Lô-1                     | Canton créé                  | Canton créé        | Canton créé | François Brière            |                 | DVD             |
| Saint-Lô-1                     | Canton créé                  | Canton créé        | Canton créé | Adèle Hommet-Lelièvre      |                 | DVD             |
| Saint-Lô-2                     | Canton créé                  | Canton créé        | Canton créé | Brigitte Boisgerault       |                 | DVD             |
| Saint-Lô-2                     | Canton créé                  | Canton créé        | Canton créé | Mathieu Johann-Lepresle    |                 | DVD             |
| Saint-Malo-de-la-Lande         | Érick Beaufils               |                    | UMP         | Canton supprimé            | Canton supprimé | Canton supprimé |
| Saint-Pierre-Église            | Christine Lebacheley         |                    | UMP         | Canton supprimé            | Canton supprimé | Canton supprimé |
| Saint-Pois                     | Philippe Bas                 |                    | UMP         | Canton supprimé            | Canton supprimé | Canton supprimé |
| Saint-Sauveur-le-Vicomte       | Philippe Ripouteau*          |                    | DVD         | Canton supprimé            | Canton supprimé | Canton supprimé |
| Saint-Sauveur-Lendelin         | Gérard Coulon*               |                    | DVD         | Canton supprimé            | Canton supprimé | Canton supprimé |
| Sainte-Mère-Église             | Marc Lefèvre                 |                    | DVD         | Canton supprimé            | Canton supprimé | Canton supprimé |
| Sartilly                       | Jacques Thouvenot*           |                    | DVD         | Canton supprimé            | Canton supprimé | Canton supprimé |
| Sourdeval                      | Francine Fourmentin          |                    | PS          | Canton supprimé            | Canton supprimé | Canton supprimé |
| Tessy-sur-Vire                 | Gilles Beaufils*             |                    | DVD         | Canton supprimé            | Canton supprimé | Canton supprimé |
| Le Teilleul                    | François Davoust             |                    | DVG         | Canton supprimé            | Canton supprimé | Canton supprimé |
| Torigni-sur-Vire               | Marie-Pierre Fauvel-Beaufils |                    | DVG         | Canton supprimé            | Canton supprimé | Canton supprimé |
| Tourlaville                    | André Rouxel*                |                    | PS          | Madeleine Dubost           |                 | PS              |
| Tourlaville                    | André Rouxel*                | Gilles Lelong      | PS          |                            | PS              |                 |
| Valognes                       | Yves Néel                    |                    | PS          | Christèle Castelein        |                 | DVD             |
| Valognes                       | Yves Néel                    | Jacques Coquelin   | PS          |                            | DVD             |                 |
| Val-de-Saire                   | Canton créé                  | Canton créé        | Canton créé | Christine Lebacheley       |                 | DVD             |
| Val-de-Saire                   | Canton créé                  | Canton créé        | Canton créé | Jean Lepetit               |                 | DVD             |
| Villedieu-les-Poêles           | Jean-Yves Guillou*           |                    | DVD         | Philippe Bas               |                 | UMP             |
| Villedieu-les-Poêles           | Jean-Yves Guillou*           | Martine Lemoine    | DVD         |                            | UMP             |                 |

## Résultats par canton

### Canton d'Agon-Coutainville
| Candidats            | Candidats                     | Partis      | Partis      | Premier tour | Premier tour | Second tour | Second tour |
| Candidats            | Candidats                     | Partis      | Partis      | Voix         | %            | Voix        | %           |
| -------------------- | ----------------------------- | ----------- | ----------- | ------------ | ------------ | ----------- | ----------- |
| 1                    | Laurent Huet                  |             | EÉLV        | 1 276        | 18,06        |             |             |
| 1                    | Arlette Laplace-Dolonde       |             | EÉLV        | 1 276        | 18,06        |             |             |
| 2                    | Érick Beaufils*               |             | UMP         | 2 254        | 31,90        | 3 053       | 49,96       |
| 2                    | Marie-Jeanne Poullain-Boscher |             | UMP         | 2 254        | 31,90        | 3 053       | 49,96       |
| 3                    | Jean-François Liron           |             | FN          | 1 523        | 21,56        |             |             |
| 3                    | Laura Requier                 |             | FN          | 1 523        | 21,56        |             |             |
| 4                    | Gabriel Daube                 |             | UDI         | 2 012        | 28,48        | 3 058       | 50,04       |
| 4                    | Dominique Larsonneur-Morel    |             | UMP         | 2 012        | 28,48        | 3 058       | 50,04       |
|                      |                               |             |             |              |              |             |             |
| Inscrits             | Inscrits                      | Inscrits    | Inscrits    | 14 217       | 100,00       | 14 217      | 100,00      |
| Abstentions          | Abstentions                   | Abstentions | Abstentions | 6 647        | 46,75        | 7 150       | 50,29       |
| Votants              | Votants                       | Votants     | Votants     | 7 570        | 53,25        | 7 067       | 49,71       |
| Blancs               | Blancs                        | Blancs      | Blancs      | 346          | 4,57         | 701         | 9,92        |
| Nuls                 | Nuls                          | Nuls        | Nuls        | 159          | 2,1          | 255         | 3,61        |
| Exprimés             | Exprimés                      | Exprimés    | Exprimés    | 7 065        | 93,33        | 6 111       | 86,47       |
| * conseiller sortant |                               |             |             |              |              |             |             |

### Canton d'Avranches
| Candidats   | Candidats              | Partis      | Partis      | Premier tour | Premier tour | Second tour | Second tour |
| Candidats   | Candidats              | Partis      | Partis      | Voix         | %            | Voix        | %           |
| ----------- | ---------------------- | ----------- | ----------- | ------------ | ------------ | ----------- | ----------- |
| 1           | Danièle Barthe         |             | FN          | 1 630        | 21,52        |             |             |
| 1           | Gérard Guenée          |             | FN          | 1 630        | 21,52        |             |             |
| 2           | Luc Dardenne           |             | FG          | 801          | 10,57        |             |             |
| 2           | Maryline Pichon        |             | FG          | 801          | 10,57        |             |             |
| 3           | Christian Cossec       |             | DVD         | 2 036        | 26,88        | 2 789       | 41,55       |
| 3           | Florence Grandet       |             | DVD         | 2 036        | 26,88        | 2 789       | 41,55       |
| 4           | Catherine Brunaud-Rhyn |             | UMP         | 3 108        | 41,03        | 3 923       | 58,45       |
| 4           | Antoine Delaunay       |             | UMP         | 3 108        | 41,03        | 3 923       | 58,45       |
|             |                        |             |             |              |              |             |             |
| Inscrits    | Inscrits               | Inscrits    | Inscrits    | 16 347       | 100,00       | 16 333      | 100,00      |
| Abstentions | Abstentions            | Abstentions | Abstentions | 8 211        | 50,23        | 8 719       | 53,38       |
| Votants     | Votants                | Votants     | Votants     | 8 136        | 49,77        | 7 614       | 46,62       |
| Blancs      | Blancs                 | Blancs      | Blancs      | 406          | 4,99         | 618         | 8,12        |
| Nuls        | Nuls                   | Nuls        | Nuls        | 155          | 1,91         | 284         | 3,73        |
| Exprimés    | Exprimés               | Exprimés    | Exprimés    | 7 575        | 93,1         | 6 712       | 88,15       |

### Canton de Bréhal
| Candidats            | Candidats              | Partis      | Partis      | Premier tour | Premier tour | Second tour | Second tour |
| Candidats            | Candidats              | Partis      | Partis      | Voix         | %            | Voix        | %           |
| -------------------- | ---------------------- | ----------- | ----------- | ------------ | ------------ | ----------- | ----------- |
| 1                    | Christelle Gaschy      |             | EÉLV        | 1 155        | 14,81        |             |             |
| 1                    | Jean Leguelinel        |             | EÉLV        | 1 155        | 14,81        |             |             |
| 2                    | Adrien Guibert         |             | FG          | 563          | 7,22         |             |             |
| 2                    | Françoise Podeur-Rayon |             | FG          | 563          | 7,22         |             |             |
| 3                    | Betty Liron            |             | FN          | 1 742        | 22,34        |             |             |
| 3                    | Jean-Pierre Masson     |             | FN          | 1 742        | 22,34        |             |             |
| 4                    | Patricia Lecomte*      |             | DVD         | 2 197        | 28,18        | 3 695       | 54,58       |
| 4                    | Alain Navarret         |             | DVD         | 2 197        | 28,18        | 3 695       | 54,58       |
| 5                    | Jacques Allain         |             | UMP         | 2 140        | 27,45        | 3 075       | 45,42       |
| 5                    | Claire Rousseau        |             | UMP         | 2 140        | 27,45        | 3 075       | 45,42       |
|                      |                        |             |             |              |              |             |             |
| Inscrits             | Inscrits               | Inscrits    | Inscrits    | 15 895       | 100,00       | 15 899      | 100,00      |
| Abstentions          | Abstentions            | Abstentions | Abstentions | 7 634        | 48,03        | 8 184       | 51,47       |
| Votants              | Votants                | Votants     | Votants     | 8 261        | 51,97        | 7 715       | 48,53       |
| Blancs               | Blancs                 | Blancs      | Blancs      | 349          | 4,22         | 681         | 8,83        |
| Nuls                 | Nuls                   | Nuls        | Nuls        | 115          | 1,39         | 264         | 3,42        |
| Exprimés             | Exprimés               | Exprimés    | Exprimés    | 7 797        | 94,38        | 6 770       | 87,75       |
| * conseiller sortant |                        |             |             |              |              |             |             |

### Canton de Bricquebec
| Candidats            | Candidats             | Partis      | Partis      | Premier tour | Premier tour | Second tour | Second tour |
| Candidats            | Candidats             | Partis      | Partis      | Voix         | %            | Voix        | %           |
| -------------------- | --------------------- | ----------- | ----------- | ------------ | ------------ | ----------- | ----------- |
| 1                    | Rémi Besselièvre      |             | FG          | 1 246        | 20,29        |             |             |
| 1                    | Sylvie Le Bail        |             | FG          | 1 246        | 20,29        |             |             |
| 2                    | Françoise Lerossignol |             | UMP         | 3 077        | 50,1         | 4 063       | 69,62       |
| 2                    | Patrice Pillet*       |             | UMP         | 3 077        | 50,1         | 4 063       | 69,62       |
| 4                    | Florence Gosselin     |             | FN          | 1 819        | 29,62        | 1 773       | 30,38       |
| 4                    | Emmanuel Regnouf      |             | FN          | 1 819        | 29,62        | 1 773       | 30,38       |
|                      |                       |             |             |              |              |             |             |
| Inscrits             | Inscrits              | Inscrits    | Inscrits    | 13 767       | 100,00       | 13 766      | 100,00      |
| Abstentions          | Abstentions           | Abstentions | Abstentions | 7 196        | 52,27        | 7 317       | 53,15       |
| Votants              | Votants               | Votants     | Votants     | 6 571        | 47,73        | 6 449       | 46,85       |
| Blancs               | Blancs                | Blancs      | Blancs      | 298          | 4,54         | 429         | 6,65        |
| Nuls                 | Nuls                  | Nuls        | Nuls        | 131          | 1,99         | 184         | 2,85        |
| Exprimés             | Exprimés              | Exprimés    | Exprimés    | 6 142        | 93,47        | 5 836       | 90,49       |
| * conseiller sortant |                       |             |             |              |              |             |             |

### Canton de Carentan
| Candidats            | Candidats            | Partis      | Partis      | Premier tour | Premier tour | Second tour | Second tour |
| Candidats            | Candidats            | Partis      | Partis      | Voix         | %            | Voix        | %           |
| -------------------- | -------------------- | ----------- | ----------- | ------------ | ------------ | ----------- | ----------- |
| 1                    | Anne-Marie Berthelot |             | FG          | 603          | 7,68         |             |             |
| 1                    | Denis Tardiveau      |             | FG          | 603          | 7,68         |             |             |
| 2                    | Maryse Le Goff       |             | DVD         | 2 872        | 36,56        | 3 467       | 42,34       |
| 2                    | Marc Lefèvre         |             | DVD         | 2 872        | 36,56        | 3 467       | 42,34       |
| 3                    | Isabelle Lelièvre    |             | FN          | 2 263        | 28,81        | 2 265       | 27,66       |
| 3                    | Franck Simon         |             | FN          | 2 263        | 28,81        | 2 265       | 27,66       |
| 4                    | Élisabeth Aubert     |             | PS          | 2 117        | 26,95        | 2 456       | 30          |
| 4                    | Hervé Houel*         |             | PS          | 2 117        | 26,95        | 2 456       | 30          |
|                      |                      |             |             |              |              |             |             |
| Inscrits             | Inscrits             | Inscrits    | Inscrits    | 15 939       | 100,00       | 15 939      | 100,00      |
| Abstentions          | Abstentions          | Abstentions | Abstentions | 7 662        | 48,07        | 7 459       | 46,8        |
| Votants              | Votants              | Votants     | Votants     | 8 277        | 51,93        | 8 480       | 53,2        |
| Blancs               | Blancs               | Blancs      | Blancs      | 291          | 3,52         | 185         | 2,18        |
| Nuls                 | Nuls                 | Nuls        | Nuls        | 131          | 1,58         | 107         | 1,26        |
| Exprimés             | Exprimés             | Exprimés    | Exprimés    | 7 855        | 94,9         | 8 188       | 96,56       |
| * conseiller sortant |                      |             |             |              |              |             |             |

### Canton de Cherbourg-Octeville-1
| Candidats   | Candidats            | Partis      | Partis      | Premier tour | Premier tour | Second tour | Second tour |
| Candidats   | Candidats            | Partis      | Partis      | Voix         | %            | Voix        | %           |
| ----------- | -------------------- | ----------- | ----------- | ------------ | ------------ | ----------- | ----------- |
| 1           | Claire Borgeal       |             | FN          | 805          | 14,14        |             |             |
| 1           | Mario Varraut        |             | FN          | 805          | 14,14        |             |             |
| 2           | Sylvain Chemin       |             | FG          | 581          | 10,20        |             |             |
| 2           | Aline Le Barbenchon  |             | FG          | 581          | 10,20        |             |             |
| 3           | Christine Donizalski |             | UMP         | 1 738        | 30,52        | 2 593       | 48,06       |
| 3           | David Margueritte    |             | UMP         | 1 738        | 30,52        | 2 593       | 48,06       |
| 4           | Frédéric Bastian     |             | PS          | 2 071        | 36,37        | 2 802       | 51,94       |
| 4           | Anna Pic             |             | PS          | 2 071        | 36,37        | 2 802       | 51,94       |
| 5           | Dominique Gautier    |             | UDI         | 499          | 8,76         |             |             |
| 5           | Blaise Mistler       |             | UDI         | 499          | 8,76         |             |             |
|             |                      |             |             |              |              |             |             |
| Inscrits    | Inscrits             | Inscrits    | Inscrits    | 11 687       | 100,00       | 11 687      | 100,00      |
| Abstentions | Abstentions          | Abstentions | Abstentions | 5 796        | 49,59        | 5 945       | 50,87       |
| Votants     | Votants              | Votants     | Votants     | 5 891        | 50,41        | 5 742       | 49,13       |
| Blancs      | Blancs               | Blancs      | Blancs      | 117          | 1,99         | 226         | 3,94        |
| Nuls        | Nuls                 | Nuls        | Nuls        | 80           | 1,36         | 121         | 2,11        |
| Exprimés    | Exprimés             | Exprimés    | Exprimés    | 5 694        | 96,66        | 5 395       | 93,96       |

### Canton de Cherbourg-Octeville-2
| Candidats   | Candidats         | Partis      | Partis      | Premier tour | Premier tour | Second tour | Second tour |
| Candidats   | Candidats         | Partis      | Partis      | Voix         | %            | Voix        | %           |
| ----------- | ----------------- | ----------- | ----------- | ------------ | ------------ | ----------- | ----------- |
| 1           | Karine Duval      |             | PS          | 1 641        | 38,75        | 2 186       | 57,18       |
| 1           | Sébastien Fagnen  |             | PS          | 1 641        | 38,75        | 2 186       | 57,18       |
| 2           | Ralph Lejamtel    |             | FG          | 439          | 10,37        |             |             |
| 2           | Monique Texier    |             | FG          | 439          | 10,37        |             |             |
| 3           | Hélène Lelerre    |             | FN          | 1 039        | 24,53        |             |             |
| 3           | Sébastien Noalhyt |             | FN          | 1 039        | 24,53        |             |             |
| 4           | Fabrice Huet      |             | UMP         | 1 116        | 26,35        | 1 637       | 42,82       |
| 4           | Fabienne Lebas    |             | UMP         | 1 116        | 26,35        | 1 637       | 42,82       |
|             |                   |             |             |              |              |             |             |
| Inscrits    | Inscrits          | Inscrits    | Inscrits    | 10 574       | 100,00       | 10 574      | 100,00      |
| Abstentions | Abstentions       | Abstentions | Abstentions | 6 144        | 58,1         | 6 378       | 60,32       |
| Votants     | Votants           | Votants     | Votants     | 4 430        | 41,9         | 4 196       | 39,68       |
| Blancs      | Blancs            | Blancs      | Blancs      | 130          | 2,93         | 239         | 5,7         |
| Nuls        | Nuls              | Nuls        | Nuls        | 65           | 1,47         | 134         | 3,19        |
| Exprimés    | Exprimés          | Exprimés    | Exprimés    | 4 235        | 95,6         | 3 823       | 91,11       |

### Canton de Cherbourg-Octeville-3
| Candidats   | Candidats         | Partis      | Partis      | Premier tour | Premier tour | Second tour | Second tour |
| Candidats   | Candidats         | Partis      | Partis      | Voix         | %            | Voix        | %           |
| ----------- | ----------------- | ----------- | ----------- | ------------ | ------------ | ----------- | ----------- |
| 1           | Hugo Poidevin     |             | FG          | 531          | 10,05        |             |             |
| 1           | Valérie Varenne   |             | FG          | 531          | 10,05        |             |             |
| 2           | Patrick Lafon     |             | EÉLV        | 290          | 5,49         |             |             |
| 2           | Catherine Salmon  |             | EÉLV        | 290          | 5,49         |             |             |
| 3           | Marc Rameau       |             | FN          | 1 203        | 22,78        |             |             |
| 3           | Gladie Vachet     |             | FN          | 1 203        | 22,78        |             |             |
| 4           | Chahima Hadouche  |             | UDI         | 241          | 4,56         |             |             |
| 4           | Michel Ladroue    |             | UDI         | 241          | 4,56         |             |             |
| 5           | Cyril Bourdon     |             | UMP         | 1 297        | 24,56        | 2 182       | 44,99       |
| 5           | Françoise Hamon   |             | UMP         | 1 297        | 24,56        | 2 182       | 44,99       |
| 6           | Marie-Odile Féret |             | PS          | 1 720        | 32,56        | 2 668       | 55,01       |
| 6           | Franck Tison      |             | PS          | 1 720        | 32,56        | 2 668       | 55,01       |
|             |                   |             |             |              |              |             |             |
| Inscrits    | Inscrits          | Inscrits    | Inscrits    | 11 343       | 100,00       | 11 343      | 100,00      |
| Abstentions | Abstentions       | Abstentions | Abstentions | 5 787        | 51,02        | 5 998       | 52,88       |
| Votants     | Votants           | Votants     | Votants     | 5 556        | 48,98        | 5 345       | 47,12       |
| Blancs      | Blancs            | Blancs      | Blancs      | 189          | 3,4          | 352         | 6,59        |
| Nuls        | Nuls              | Nuls        | Nuls        | 85           | 1,53         | 143         | 2,68        |
| Exprimés    | Exprimés          | Exprimés    | Exprimés    | 5 282        | 95,07        | 4 850       | 90,74       |

### Canton de Condé-sur-Vire
| Candidats   | Candidats                 | Partis      | Partis      | Premier tour | Premier tour | Second tour | Second tour |
| Candidats   | Candidats                 | Partis      | Partis      | Voix         | %            | Voix        | %           |
| ----------- | ------------------------- | ----------- | ----------- | ------------ | ------------ | ----------- | ----------- |
| 1           | Patricia Auvray-Levillain |             | DVD         | 2 274        | 32,58        | 2 268       | 31,19       |
| 1           | Laurent Pien              |             | DVD         | 2 274        | 32,58        | 2 268       | 31,19       |
| 2           | Cindy Creteur             |             | FN          | 1 872        | 26,82        | 1 763       | 24,24       |
| 2           | Patrick Lebourgeois       |             | FN          | 1 872        | 26,82        | 1 763       | 24,24       |
| 3           | Michel de Beaucoudrey     |             | DVD         | 2 833        | 40,59        | 3 241       | 44,57       |
| 3           | Marie-Pierre Fauvel       |             | DVD         | 2 833        | 40,59        | 3 241       | 44,57       |
|             |                           |             |             |              |              |             |             |
| Inscrits    | Inscrits                  | Inscrits    | Inscrits    | 14 222       | 100,00       | 14 223      | 100,00      |
| Abstentions | Abstentions               | Abstentions | Abstentions | 6 663        | 46,85        | 6 567       | 46,17       |
| Votants     | Votants                   | Votants     | Votants     | 7 559        | 53,15        | 7 656       | 53,83       |
| Blancs      | Blancs                    | Blancs      | Blancs      | 397          | 5,25         | 237         | 3,1         |
| Nuls        | Nuls                      | Nuls        | Nuls        | 183          | 2,42         | 147         | 1,92        |
| Exprimés    | Exprimés                  | Exprimés    | Exprimés    | 6 979        | 92,33        | 7 272       | 94,98       |

### Canton de Coutances
| Candidats   | Candidats              | Partis      | Partis      | Premier tour | Premier tour | Second tour | Second tour |
| Candidats   | Candidats              | Partis      | Partis      | Voix         | %            | Voix        | %           |
| ----------- | ---------------------- | ----------- | ----------- | ------------ | ------------ | ----------- | ----------- |
| 1           | Gilles Panier          |             | EÉLV        | 876          | 13,59        |             |             |
| 1           | Chantal Tambour        |             | FG          | 876          | 13,59        |             |             |
| 2           | Fabienne Le Goff       |             | FN          | 1 390        | 21,56        |             |             |
| 2           | Jean-François Noury    |             | FN          | 1 390        | 21,56        |             |             |
| 3           | Jean-Dominique Bourdin |             | DVD         | 2 642        | 40,99        | 3 463       | 58,69       |
| 3           | Anne Harel             |             | DVD         | 2 642        | 40,99        | 3 463       | 58,69       |
| 4           | Maïté Aline            |             | DVG         | 1 538        | 23,86        | 2 437       | 41,31       |
| 4           | Grégory Galbadon       |             | DVG         | 1 538        | 23,86        | 2 437       | 41,31       |
|             |                        |             |             |              |              |             |             |
| Inscrits    | Inscrits               | Inscrits    | Inscrits    | 13 460       | 100,00       | 13 449      | 100,00      |
| Abstentions | Abstentions            | Abstentions | Abstentions | 6 567        | 48,79        | 6 917       | 51,43       |
| Votants     | Votants                | Votants     | Votants     | 6 893        | 51,21        | 6 532       | 48,57       |
| Blancs      | Blancs                 | Blancs      | Blancs      | 331          | 4,8          | 440         | 6,74        |
| Nuls        | Nuls                   | Nuls        | Nuls        | 116          | 1,68         | 192         | 2,94        |
| Exprimés    | Exprimés               | Exprimés    | Exprimés    | 6 446        | 93,52        | 5 900       | 90,32       |

### Canton de Créances
| Candidats   | Candidats         | Partis      | Partis      | Premier tour | Premier tour | Second tour | Second tour |
| Candidats   | Candidats         | Partis      | Partis      | Voix         | %            | Voix        | %           |
| ----------- | ----------------- | ----------- | ----------- | ------------ | ------------ | ----------- | ----------- |
| 1           | Christophe Garaud |             | FN          | 2 084        | 32,79        | 2 018       | 32,67       |
| 1           | Brigitte Lambin   |             | FN          | 2 084        | 32,79        | 2 018       | 32,67       |
| 2           | Élisabeth Lesigne |             | FG          | 942          | 14,82        |             |             |
| 2           | Fabien Moré       |             | EÉLV        | 942          | 14,82        |             |             |
| 3           | Chantal Barjol    |             | DVD         | 3 329        | 52,38        | 4 158       | 67,33       |
| 3           | Jean Morin        |             | DVD         | 3 329        | 52,38        | 4 158       | 67,33       |
|             |                   |             |             |              |              |             |             |
| Inscrits    | Inscrits          | Inscrits    | Inscrits    | 13 380       | 100,00       | 13 378      | 100,00      |
| Abstentions | Abstentions       | Abstentions | Abstentions | 6 548        | 48,94        | 6 663       | 49,81       |
| Votants     | Votants           | Votants     | Votants     | 6 832        | 51,06        | 6 715       | 50,19       |
| Blancs      | Blancs            | Blancs      | Blancs      | 296          | 4,33         | 392         | 5,84        |
| Nuls        | Nuls              | Nuls        | Nuls        | 181          | 2,65         | 147         | 2,19        |
| Exprimés    | Exprimés          | Exprimés    | Exprimés    | 6 355        | 93,02        | 6 176       | 91,97       |

### Canton d'Équeurdreville-Hainneville
| Candidats   | Candidats           | Partis      | Partis      | Premier tour | Premier tour | Second tour | Second tour |
| Candidats   | Candidats           | Partis      | Partis      | Voix         | %            | Voix        | %           |
| ----------- | ------------------- | ----------- | ----------- | ------------ | ------------ | ----------- | ----------- |
| 1           | Maryvonne Goudal    |             | FG          | 822          | 14,48        |             |             |
| 1           | Patrick Lebarillier |             | FG          | 822          | 14,48        |             |             |
| 2           | Jérôme Liot         |             | FN          | 1 241        | 21,87        | 1 273       | 26,62       |
| 2           | Caroline Planque    |             | FN          | 1 241        | 21,87        | 1 273       | 26,62       |
| 3           | Dominique Hébert    |             | PS          | 2 409        | 42,45        | 3 510       | 73,38       |
| 3           | Odile Lefaix-Véron  |             | PS          | 2 409        | 42,45        | 3 510       | 73,38       |
| 4           | Sophie Guyon        |             | UMP         | 1 203        | 21,20        |             |             |
| 4           | Samuel Lepilleur    |             | UMP         | 1 203        | 21,20        |             |             |
|             |                     |             |             |              |              |             |             |
| Inscrits    | Inscrits            | Inscrits    | Inscrits    | 12 848       | 100,00       | 12 847      | 100,00      |
| Abstentions | Abstentions         | Abstentions | Abstentions | 6 814        | 53,04        | 7 537       | 58,67       |
| Votants     | Votants             | Votants     | Votants     | 6 034        | 46,96        | 5 310       | 41,33       |
| Blancs      | Blancs              | Blancs      | Blancs      | 238          | 3,94         | 351         | 6,61        |
| Nuls        | Nuls                | Nuls        | Nuls        | 121          | 2,01         | 176         | 3,31        |
| Exprimés    | Exprimés            | Exprimés    | Exprimés    | 5 675        | 94,05        | 4 783       | 90,08       |

Les deux candidats UMP déposent un recours devant le Tribunal administratif de Caen après une inversion de résultat dans l'un des 16 bureaux de vote d'Équeurdreville-Hainneville, qui aboutit à la qualification erronée, pour le second tour, des candidats du Front national à leur détriment.

### Canton de Granville
| Candidats   | Candidats              | Partis      | Partis      | Premier tour | Premier tour | Second tour | Second tour |
| Candidats   | Candidats              | Partis      | Partis      | Voix         | %            | Voix        | %           |
| ----------- | ---------------------- | ----------- | ----------- | ------------ | ------------ | ----------- | ----------- |
| 1           | Sébastien Dolo         |             | SE          | 40           | 0,48         |             |             |
| 1           | Stéphanie Hain         |             | SE          | 40           | 0,48         |             |             |
| 2           | Sylvie Gâté            |             | DVD         | 2 635        | 31,47        | 5 605       | 74,82       |
| 2           | Jean-Marc Julienne     |             | UDI         | 2 635        | 31,47        | 5 605       | 74,82       |
| 3           | Anne Létang-Riet       |             | PS          | 1 091        | 13,03        |             |             |
| 3           | Dominique Monneron     |             | PS          | 1 091        | 13,03        |             |             |
| 4           | Anne-Lise Beaujard     |             | FG          | 508          | 6,07         |             |             |
| 4           | Miloud Mansour         |             | FG          | 508          | 6,07         |             |             |
| 5           | Denis Feret            |             | FN          | 1 551        | 18,52        | 1 886       | 25,18       |
| 5           | Marie-Christine Launay |             | FN          | 1 551        | 18,52        | 1 886       | 25,18       |
| 6           | Sylvie Le Cocguen      |             | EÉLV        | 1 040        | 12,42        |             |             |
| 6           | Didier Leguelinel      |             | EÉLV        | 1 040        | 12,42        |             |             |
| 7           | Nadine Boudal-Boinet   |             | UDI         | 1 509        | 18,02        |             |             |
| 7           | Philippe Letessier     |             | UDI         | 1 509        | 18,02        |             |             |
|             |                        |             |             |              |              |             |             |
| Inscrits    | Inscrits               | Inscrits    | Inscrits    | 16 973       | 100,00       | 16 944      | 100,00      |
| Abstentions | Abstentions            | Abstentions | Abstentions | 8 266        | 48,7         | 8 419       | 49,69       |
| Votants     | Votants                | Votants     | Votants     | 8 707        | 51,3         | 8 525       | 50,31       |
| Blancs      | Blancs                 | Blancs      | Blancs      | 227          | 2,61         | 737         | 8,65        |
| Nuls        | Nuls                   | Nuls        | Nuls        | 106          | 1,22         | 297         | 3,48        |
| Exprimés    | Exprimés               | Exprimés    | Exprimés    | 8 374        | 96,18        | 7 491       | 87,87       |

### Canton de la Hague
| Candidats            | Candidats          | Partis      | Partis      | Premier tour | Premier tour | Second tour | Second tour |
| Candidats            | Candidats          | Partis      | Partis      | Voix         | %            | Voix        | %           |
| -------------------- | ------------------ | ----------- | ----------- | ------------ | ------------ | ----------- | ----------- |
| 1                    | Yveline Druez      |             | DVG         | 1 829        | 28,47        | 3 406       | 58,34       |
| 1                    | Jean-Paul Fortin   |             | DVG         | 1 829        | 28,47        | 3 406       | 58,34       |
| 2                    | Marie Kirchner     |             | DVD         | 1 546        | 24,06        | 2 432       | 41,66       |
| 2                    | Jean-Michel Maghe  |             | DVD         | 1 546        | 24,06        | 2 432       | 41,66       |
| 3                    | Pierre Bihet*      |             | PS          | 931          | 14,49        |             |             |
| 3                    | Christine Ladvenu  |             | PS          | 931          | 14,49        |             |             |
| 4                    | Nathalie Enquebecq |             | FG          | 652          | 10,15        |             |             |
| 4                    | Hervé Renet        |             | FG          | 652          | 10,15        |             |             |
| 5                    | Anaide Delhay      |             | FN          | 1 467        | 22,83        |             |             |
| 5                    | Jean-Jacques Noël  |             | FN          | 1 467        | 22,83        |             |             |
|                      |                    |             |             |              |              |             |             |
| Inscrits             | Inscrits           | Inscrits    | Inscrits    | 12 873       | 100,00       | 12 873      | 100,00      |
| Abstentions          | Abstentions        | Abstentions | Abstentions | 6 215        | 48,28        | 6 595       | 51,23       |
| Votants              | Votants            | Votants     | Votants     | 6 658        | 51,72        | 6 278       | 48,77       |
| Blancs               | Blancs             | Blancs      | Blancs      | 164          | 2,46         | 307         | 4,89        |
| Nuls                 | Nuls               | Nuls        | Nuls        | 69           | 1,04         | 133         | 2,12        |
| Exprimés             | Exprimés           | Exprimés    | Exprimés    | 6 425        | 96,5         | 5 838       | 92,99       |
| * conseiller sortant |                    |             |             |              |              |             |             |

### Canton d'Isigny-le-Buat
| Candidats            | Candidats              | Partis      | Partis      | Premier tour | Premier tour | Second tour | Second tour |
| Candidats            | Candidats              | Partis      | Partis      | Voix         | %            | Voix        | %           |
| -------------------- | ---------------------- | ----------- | ----------- | ------------ | ------------ | ----------- | ----------- |
| 1                    | Louis Desloges*        |             | DVG         | 2 399        | 35,00        | 2 781       | 43,36       |
| 1                    | Isabelle Lottin        |             | DVG         | 2 399        | 35,00        | 2 781       | 43,36       |
| 2                    | Marie-Hélène Fillatre* |             | DVD         | 3 201        | 46,7         | 3 633       | 56,64       |
| 2                    | Bernard Trehet         |             | DVD         | 3 201        | 46,7         | 3 633       | 56,64       |
| 3                    | Jacqueline Anger       |             | FN          | 1 255        | 18,31        |             |             |
| 3                    | Jérémy Cenier          |             | FN          | 1 255        | 18,31        |             |             |
|                      |                        |             |             |              |              |             |             |
| Inscrits             | Inscrits               | Inscrits    | Inscrits    | 13 835       | 100,00       | 13 813      | 100,00      |
| Abstentions          | Abstentions            | Abstentions | Abstentions | 6 252        | 45,19        | 6 710       | 48,58       |
| Votants              | Votants                | Votants     | Votants     | 7 583        | 54,81        | 7 103       | 51,42       |
| Blancs               | Blancs                 | Blancs      | Blancs      | 502          | 6,62         | 469         | 6,6         |
| Nuls                 | Nuls                   | Nuls        | Nuls        | 226          | 2,98         | 220         | 3,1         |
| Exprimés             | Exprimés               | Exprimés    | Exprimés    | 6 855        | 90,4         | 6 414       | 90,3        |
| * conseiller sortant |                        |             |             |              |              |             |             |

### Canton du Mortainais
| Candidats            | Candidats            | Partis      | Partis      | Premier tour | Premier tour | Second tour | Second tour |
| Candidats            | Candidats            | Partis      | Partis      | Voix         | %            | Voix        | %           |
| -------------------- | -------------------- | ----------- | ----------- | ------------ | ------------ | ----------- | ----------- |
| 1                    | Serge Deslandes*     |             | DVD         | 2 610        | 42,51        | 3 173       | 50,3        |
| 1                    | Valérie Normand      |             | DVD         | 2 610        | 42,51        | 3 173       | 50,3        |
| 2                    | François Davoust*    |             | DVG         | 2 317        | 37,74        | 3 135       | 49,7        |
| 2                    | Francine Fourmentin* |             | DVG         | 2 317        | 37,74        | 3 135       | 49,7        |
| 3                    | Catherine Angot      |             | FN          | 1 213        | 19,76        |             |             |
| 3                    | Jean-Pierre Boudry   |             | FN          | 1 213        | 19,76        |             |             |
|                      |                      |             |             |              |              |             |             |
| Inscrits             | Inscrits             | Inscrits    | Inscrits    | 11 622       | 100,00       | 11 622      | 100,00      |
| Abstentions          | Abstentions          | Abstentions | Abstentions | 5 023        | 43,22        | 4 779       | 41,12       |
| Votants              | Votants              | Votants     | Votants     | 6 599        | 56,78        | 6 843       | 58,88       |
| Blancs               | Blancs               | Blancs      | Blancs      | 299          | 4,53         | 348         | 5,09        |
| Nuls                 | Nuls                 | Nuls        | Nuls        | 160          | 2,42         | 187         | 2,73        |
| Exprimés             | Exprimés             | Exprimés    | Exprimés    | 6 140        | 93,04        | 6 308       | 92,18       |
| * conseiller sortant |                      |             |             |              |              |             |             |

### Canton des Pieux
| Candidats   | Candidats          | Partis      | Partis      | Premier tour | Premier tour | Second tour | Second tour |
| Candidats   | Candidats          | Partis      | Partis      | Voix         | %            | Voix        | %           |
| ----------- | ------------------ | ----------- | ----------- | ------------ | ------------ | ----------- | ----------- |
| 1           | Stéphane Pinabel   |             | PLD         | 2 184        | 28,13        | 3 092       | 44,75       |
| 1           | Odile Thominet     |             | UDI         | 2 184        | 28,13        | 3 092       | 44,75       |
| 2           | Bastien Bour       |             | FN          | 2 017        | 25,98        |             |             |
| 2           | Viviane Ruel       |             | FN          | 2 017        | 25,98        |             |             |
| 3           | Frédérique Boury   |             | DVG         | 2 837        | 36,55        | 3 817       | 55,25       |
| 3           | François Rousseau  |             | DVG         | 2 837        | 36,55        | 3 817       | 55,25       |
| 4           | Jean-Marie Labbé   |             | PCF         | 725          | 9,34         |             |             |
| 4           | Laetitia Leprevost |             | PCF         | 725          | 9,34         |             |             |
|             |                    |             |             |              |              |             |             |
| Inscrits    | Inscrits           | Inscrits    | Inscrits    | 16 633       | 100,00       | 16 631      | 100,00      |
| Abstentions | Abstentions        | Abstentions | Abstentions | 8 483        | 51           | 9 038       | 54,34       |
| Votants     | Votants            | Votants     | Votants     | 8 150        | 49           | 7 593       | 45,66       |
| Blancs      | Blancs             | Blancs      | Blancs      | 287          | 3,52         | 471         | 6,2         |
| Nuls        | Nuls               | Nuls        | Nuls        | 100          | 1,23         | 213         | 2,81        |
| Exprimés    | Exprimés           | Exprimés    | Exprimés    | 7 763        | 95,25        | 6 909       | 90,99       |

### Canton de Pont-Hébert
| Candidats            | Candidats          | Partis      | Partis      | Premier tour | Premier tour | Second tour | Second tour |
| Candidats            | Candidats          | Partis      | Partis      | Voix         | %            | Voix        | %           |
| -------------------- | ------------------ | ----------- | ----------- | ------------ | ------------ | ----------- | ----------- |
| 1                    | Richard Forget     |             | FN          | 1 561        | 26,66        | 1 737       | 29,16       |
| 1                    | Laure Laporte      |             | FN          | 1 561        | 26,66        | 1 737       | 29,16       |
| 2                    | Christian Allain   |             | EÉLV        | 701          | 11,97        |             |             |
| 2                    | Claire Mouquet     |             | EÉLV        | 701          | 11,97        |             |             |
| 3                    | Jean-Claude Braud* |             | UDI         | 2 542        | 43,42        | 4 219       | 70,84       |
| 3                    | Nicole Godard      |             | UDI         | 2 542        | 43,42        | 4 219       | 70,84       |
| 4                    | Christophe Barat   |             | DVD         | 1 051        | 17,95        |             |             |
| 4                    | Sylvie Le Blond    |             | DVD         | 1 051        | 17,95        |             |             |
|                      |                    |             |             |              |              |             |             |
| Inscrits             | Inscrits           | Inscrits    | Inscrits    | 12 306       | 100,00       | 12 306      | 100,00      |
| Abstentions          | Abstentions        | Abstentions | Abstentions | 6 082        | 49,42        | 5 954       | 48,38       |
| Votants              | Votants            | Votants     | Votants     | 6 224        | 50,58        | 6 352       | 51,62       |
| Blancs               | Blancs             | Blancs      | Blancs      | 273          | 4,39         | 302         | 4,75        |
| Nuls                 | Nuls               | Nuls        | Nuls        | 96           | 1,54         | 94          | 1,48        |
| Exprimés             | Exprimés           | Exprimés    | Exprimés    | 5 855        | 94,07        | 5 956       | 93,77       |
| * conseiller sortant |                    |             |             |              |              |             |             |

### Canton de Pontorson
| Candidats            | Candidats                | Partis      | Partis      | Premier tour | Premier tour | Second tour | Second tour |
| Candidats            | Candidats                | Partis      | Partis      | Voix         | %            | Voix        | %           |
| -------------------- | ------------------------ | ----------- | ----------- | ------------ | ------------ | ----------- | ----------- |
| 1                    | Marie-Françoise Kurdziel |             | FN          | 1 660        | 26,99        | 1 890       | 30,36       |
| 1                    | Michel Meigne            |             | FN          | 1 660        | 26,99        | 1 890       | 30,36       |
| 2                    | Anne-Marie Lemoigne      |             | FG          | 732          | 11,90        |             |             |
| 2                    | Erwan Saladin            |             | FG          | 732          | 11,90        |             |             |
| 3                    | André Denot              |             | DVD         | 2 603        | 42,32        | 4 336       | 69,64       |
| 3                    | Valérie Nouvel           |             | UDI         | 2 603        | 42,32        | 4 336       | 69,64       |
| 4                    | Jacques Gromellon*       |             | UMP         | 1 156        | 18,79        |             |             |
| 4                    | Danièle Renard           |             | UMP         | 1 156        | 18,79        |             |             |
|                      |                          |             |             |              |              |             |             |
| Inscrits             | Inscrits                 | Inscrits    | Inscrits    | 13 141       | 100,00       | 13 142      | 100,00      |
| Abstentions          | Abstentions              | Abstentions | Abstentions | 6 493        | 49,41        | 6 355       | 48,36       |
| Votants              | Votants                  | Votants     | Votants     | 6 648        | 50,59        | 6 787       | 51,64       |
| Blancs               | Blancs                   | Blancs      | Blancs      | 305          | 4,59         | 392         | 5,78        |
| Nuls                 | Nuls                     | Nuls        | Nuls        | 192          | 2,89         | 169         | 2,49        |
| Exprimés             | Exprimés                 | Exprimés    | Exprimés    | 6 151        | 92,52        | 6 226       | 91,73       |
| * conseiller sortant |                          |             |             |              |              |             |             |

### Canton de Quettreville-sur-Sienne
| Candidats   | Candidats            | Partis      | Partis      | Premier tour | Premier tour | Second tour | Second tour |
| Candidats   | Candidats            | Partis      | Partis      | Voix         | %            | Voix        | %           |
| ----------- | -------------------- | ----------- | ----------- | ------------ | ------------ | ----------- | ----------- |
| 1           | Jacqueline Guillemet |             | FG          | 1 097        | 16,71        |             |             |
| 1           | Guillaume Hédouin    |             | EÉLV        | 1 097        | 16,71        |             |             |
| 2           | Jean-Yves Lepetit    |             | FN          | 1 960        | 29,86        | 2 258       | 33,49       |
| 2           | Carmen Masson        |             | FN          | 1 960        | 29,86        | 2 258       | 33,49       |
| 3           | Pierre de Castellane |             | DVD         | 1 854        | 28,24        | 4 485       | 66,51       |
| 3           | Maryse Hédouin       |             | DVD         | 1 854        | 28,24        | 4 485       | 66,51       |
| 4           | Jacky Bidot          |             | DVD         | 1 654        | 25,19        |             |             |
| 4           | Micheline Cavé       |             | DVD         | 1 654        | 25,19        |             |             |
|             |                      |             |             |              |              |             |             |
| Inscrits    | Inscrits             | Inscrits    | Inscrits    | 13 708       | 100,00       | 13 702      | 100,00      |
| Abstentions | Abstentions          | Abstentions | Abstentions | 6 621        | 48,3         | 6 354       | 46,37       |
| Votants     | Votants              | Votants     | Votants     | 7 087        | 51,7         | 7 348       | 53,63       |
| Blancs      | Blancs               | Blancs      | Blancs      | 365          | 5,15         | 452         | 6,15        |
| Nuls        | Nuls                 | Nuls        | Nuls        | 157          | 2,22         | 153         | 2,08        |
| Exprimés    | Exprimés             | Exprimés    | Exprimés    | 6 565        | 92,63        | 6 743       | 91,77       |

### Canton de Saint-Hilaire-du-Harcouët
| Candidats            | Candidats          | Partis      | Partis      | Premier tour | Premier tour |
| Candidats            | Candidats          | Partis      | Partis      | Voix         | %            |
| -------------------- | ------------------ | ----------- | ----------- | ------------ | ------------ |
| 1                    | Jacky Bouvet*      |             | DVD         | 5 146        | 72,88        |
| 1                    | Carine Mahieu      |             | DVD         | 5 146        | 72,88        |
| 2                    | Gérard Laisné      |             | FN          | 1 915        | 27,12        |
| 2                    | Wieslawa Pazderska |             | FN          | 1 915        | 27,12        |
|                      |                    |             |             |              |              |
| Inscrits             | Inscrits           | Inscrits    | Inscrits    | 14 770       | 100,00       |
| Abstentions          | Abstentions        | Abstentions | Abstentions | 6 990        | 47,33        |
| Votants              | Votants            | Votants     | Votants     | 7 780        | 52,67        |
| Blancs               | Blancs             | Blancs      | Blancs      | 438          | 5,63         |
| Nuls                 | Nuls               | Nuls        | Nuls        | 281          | 3,61         |
| Exprimés             | Exprimés           | Exprimés    | Exprimés    | 7 061        | 90,76        |
| * conseiller sortant |                    |             |             |              |              |

### Canton de Saint-Lô-1
| Candidats            | Candidats              | Partis      | Partis      | Premier tour | Premier tour | Second tour | Second tour |
| Candidats            | Candidats              | Partis      | Partis      | Voix         | %            | Voix        | %           |
| -------------------- | ---------------------- | ----------- | ----------- | ------------ | ------------ | ----------- | ----------- |
| 1                    | Hervé Le Gendre        |             | DVG         | 1 275        | 19,76        |             |             |
| 1                    | Noëlle Leclerc-Buichon |             | DVG         | 1 275        | 19,76        |             |             |
| 2                    | Bernard Jouenne        |             | FG          | 306          | 4,74         |             |             |
| 2                    | Dominique Jouin        |             | FG          | 306          | 4,74         |             |             |
| 3                    | Nadège Daniel          |             | FN          | 1 308        | 20,27        | 1 421       | 23,22       |
| 3                    | Roland Derbez          |             | FN          | 1 308        | 20,27        | 1 421       | 23,22       |
| 4                    | Claudine Jossaume      |             | EÉLV        | 884          | 13,70        |             |             |
| 4                    | Didier Ozouf           |             | EÉLV        | 884          | 13,70        |             |             |
| 5                    | François Brière*       |             | DVD         | 2 680        | 41,53        | 4 700       | 76,78       |
| 5                    | Adèle Hommet-Lelièvre  |             | DVD         | 2 680        | 41,53        | 4 700       | 76,78       |
|                      |                        |             |             |              |              |             |             |
| Inscrits             | Inscrits               | Inscrits    | Inscrits    | 14 093       | 100,00       | 14 093      | 100,00      |
| Abstentions          | Abstentions            | Abstentions | Abstentions | 7 243        | 51,39        | 7 243       | 51,39       |
| Votants              | Votants                | Votants     | Votants     | 6 850        | 48,61        | 6 850       | 48,61       |
| Blancs               | Blancs                 | Blancs      | Blancs      | 279          | 4,07         | 551         | 8,04        |
| Nuls                 | Nuls                   | Nuls        | Nuls        | 118          | 1,72         | 178         | 2,6         |
| Exprimés             | Exprimés               | Exprimés    | Exprimés    | 6 453        | 94,2         | 6 121       | 89,36       |
| * conseiller sortant |                        |             |             |              |              |             |             |

### Canton de Saint-Lô-2
| Candidats   | Candidats               | Partis      | Partis      | Premier tour | Premier tour | Second tour | Second tour |
| Candidats   | Candidats               | Partis      | Partis      | Voix         | %            | Voix        | %           |
| ----------- | ----------------------- | ----------- | ----------- | ------------ | ------------ | ----------- | ----------- |
| 1           | Christine Briout        |             | DVD         | 907          | 12,89        |             |             |
| 1           | Loïc Renimel            |             | DVD         | 907          | 12,89        |             |             |
| 2           | Émilie Lavarde          |             | UMP         | 516          | 7,33         |             |             |
| 2           | Jérémy Lefevre          |             | UMP         | 516          | 7,33         |             |             |
| 3           | Brigitte Boisgerault    |             | DVD         | 1 619        | 23,01        | 4 988       | 74,03       |
| 3           | Mathieu Johann-Lepresle |             | DVD         | 1 619        | 23,01        | 4 988       | 74,03       |
| 4           | Claire Barrère          |             | FG          | 541          | 7,69         |             |             |
| 4           | Jacques Jourdan         |             | FG          | 541          | 7,69         |             |             |
| 5           | Antoine Aubry           |             | DVG         | 847          | 12,04        |             |             |
| 5           | Fabienne Lecler         |             | DVG         | 847          | 12,04        |             |             |
| 6           | Tiphaine Mennier        |             | EÉLV        | 1 209        | 17,18        |             |             |
| 6           | Jérôme Virlouvet        |             | EÉLV        | 1 209        | 17,18        |             |             |
| 7           | Walter Delabie          |             | FN          | 1 397        | 19,86        | 1 750       | 25,97       |
| 7           | Christelle Grobet       |             | FN          | 1 397        | 19,86        | 1 750       | 25,97       |
|             |                         |             |             |              |              |             |             |
| Inscrits    | Inscrits                | Inscrits    | Inscrits    | 15 807       | 100,00       | 15 806      | 100,00      |
| Abstentions | Abstentions             | Abstentions | Abstentions | 8 244        | 52,15        | 8 210       | 51,94       |
| Votants     | Votants                 | Votants     | Votants     | 7 563        | 47,85        | 7 596       | 48,06       |
| Blancs      | Blancs                  | Blancs      | Blancs      | 365          | 4,83         | 631         | 8,31        |
| Nuls        | Nuls                    | Nuls        | Nuls        | 162          | 2,14         | 227         | 2,99        |
| Exprimés    | Exprimés                | Exprimés    | Exprimés    | 7 036        | 93,03        | 6 738       | 88,7        |

### Canton de Tourlaville
| Candidats   | Candidats          | Partis      | Partis      | Premier tour | Premier tour | Second tour | Second tour |
| Candidats   | Candidats          | Partis      | Partis      | Voix         | %            | Voix        | %           |
| ----------- | ------------------ | ----------- | ----------- | ------------ | ------------ | ----------- | ----------- |
| 1           | Madeleine Dubost   |             | PS          | 2 086        | 30,1         | 3 317       | 52,11       |
| 1           | Gilles Lelong      |             | PS          | 2 086        | 30,1         | 3 317       | 52,11       |
| 2           | Laétitia Chabot    |             | FN          | 1 567        | 22,61        |             |             |
| 2           | Thierry Courtay    |             | FN          | 1 567        | 22,61        |             |             |
| 3           | Bertrand Hulin     |             | FG          | 759          | 10,95        |             |             |
| 3           | Chantal Lequesne   |             | FG          | 759          | 10,95        |             |             |
| 4           | Hervé Feuilly      |             | UMP         | 1 856        | 26,78        | 3 048       | 47,89       |
| 4           | Emmanuelle Peyroux |             | UMP         | 1 856        | 26,78        | 3 048       | 47,89       |
| 5           | Anne Cren          |             | EÉLV        | 663          | 9,57         |             |             |
| 5           | Hubert Vignet      |             | EÉLV        | 663          | 9,57         |             |             |
|             |                    |             |             |              |              |             |             |
| Inscrits    | Inscrits           | Inscrits    | Inscrits    | 14 659       | 100,00       | 14 654      | 100,00      |
| Abstentions | Abstentions        | Abstentions | Abstentions | 7 429        | 50,68        | 7 619       | 51,99       |
| Votants     | Votants            | Votants     | Votants     | 7 230        | 49,32        | 7 035       | 48,01       |
| Blancs      | Blancs             | Blancs      | Blancs      | 200          | 2,77         | 453         | 6,44        |
| Nuls        | Nuls               | Nuls        | Nuls        | 99           | 1,37         | 217         | 3,08        |
| Exprimés    | Exprimés           | Exprimés    | Exprimés    | 6 931        | 95,86        | 6 365       | 90,48       |

### Canton de Valognes
| Candidats            | Candidats           | Partis      | Partis      | Premier tour | Premier tour | Second tour | Second tour |
| Candidats            | Candidats           | Partis      | Partis      | Voix         | %            | Voix        | %           |
| -------------------- | ------------------- | ----------- | ----------- | ------------ | ------------ | ----------- | ----------- |
| 1                    | Nicole Grof         |             | PS          | 2 210        | 28,84        | 3 078       | 44,17       |
| 1                    | Yves Néel*          |             | PS          | 2 210        | 28,84        | 3 078       | 44,17       |
| 2                    | Robert Retout       |             | FN          | 1 849        | 24,13        |             |             |
| 2                    | Sabrina Spassevitch |             | FN          | 1 849        | 24,13        |             |             |
| 3                    | Nicole Besselièvre  |             | FG          | 600          | 7,83         |             |             |
| 3                    | Jean Lenoble        |             | FG          | 600          | 7,83         |             |             |
| 4                    | Christèle Castelein |             | DVD         | 3 005        | 39,21        | 3 891       | 55,83       |
| 4                    | Jacques Coquelin    |             | DVD         | 3 005        | 39,21        | 3 891       | 55,83       |
|                      |                     |             |             |              |              |             |             |
| Inscrits             | Inscrits            | Inscrits    | Inscrits    | 15 969       | 100,00       | 15 973      | 100,00      |
| Abstentions          | Abstentions         | Abstentions | Abstentions | 7 908        | 49,52        | 8 322       | 52,1        |
| Votants              | Votants             | Votants     | Votants     | 8 061        | 50,48        | 7 651       | 47,9        |
| Blancs               | Blancs              | Blancs      | Blancs      | 264          | 3,28         | 481         | 6,29        |
| Nuls                 | Nuls                | Nuls        | Nuls        | 133          | 1,65         | 201         | 2,63        |
| Exprimés             | Exprimés            | Exprimés    | Exprimés    | 7 664        | 95,08        | 6 969       | 91,09       |
| * conseiller sortant |                     |             |             |              |              |             |             |

### Canton du Val-de-Saire
| Candidats            | Candidats               | Partis      | Partis      | Premier tour | Premier tour | Second tour | Second tour |
| Candidats            | Candidats               | Partis      | Partis      | Voix         | %            | Voix        | %           |
| -------------------- | ----------------------- | ----------- | ----------- | ------------ | ------------ | ----------- | ----------- |
| 1                    | Christine Lebacheley*   |             | DVD         | 3 008        | 44,72        | 4 232       | 67,12       |
| 1                    | Jean Lepetit            |             | DVD         | 3 008        | 44,72        | 4 232       | 67,12       |
| 2                    | Marie-Françoise Gancel  |             | FN          | 2 016        | 29,97        | 2 073       | 32,88       |
| 2                    | Stéphane Lemarquand     |             | FN          | 2 016        | 29,97        | 2 073       | 32,88       |
| 3                    | Katherine Allain-Pitron |             | DVG         | 1 104        | 16,41        |             |             |
| 3                    | Patrick Pernin          |             | DVG         | 1 104        | 16,41        |             |             |
| 4                    | Catherine Marrey        |             | EÉLV        | 599          | 8,90         |             |             |
| 4                    | Philippe Potey          |             | EÉLV        | 599          | 8,90         |             |             |
|                      |                         |             |             |              |              |             |             |
| Inscrits             | Inscrits                | Inscrits    | Inscrits    | 14 415       | 100,00       | 14 413      | 100,00      |
| Abstentions          | Abstentions             | Abstentions | Abstentions | 7 279        | 50,5         | 7 404       | 51,37       |
| Votants              | Votants                 | Votants     | Votants     | 7 136        | 49,5         | 7 009       | 48,63       |
| Blancs               | Blancs                  | Blancs      | Blancs      | 268          | 3,76         | 505         | 7,21        |
| Nuls                 | Nuls                    | Nuls        | Nuls        | 141          | 1,98         | 199         | 2,84        |
| Exprimés             | Exprimés                | Exprimés    | Exprimés    | 6 727        | 94,27        | 6 305       | 89,96       |
| * conseiller sortant |                         |             |             |              |              |             |             |

### Canton de Villedieu-les-Poêles
| Candidats            | Candidats        | Partis      | Partis      | Premier tour | Premier tour | Second tour | Second tour |
| Candidats            | Candidats        | Partis      | Partis      | Voix         | %            | Voix        | %           |
| -------------------- | ---------------- | ----------- | ----------- | ------------ | ------------ | ----------- | ----------- |
| 1                    | Philippe Bas*    |             | UMP         | 2 807        | 47,79        | 3 909       | 72,36       |
| 1                    | Martine Lemoine  |             | UMP         | 2 807        | 47,79        | 3 909       | 72,36       |
| 2                    | Émile Constant   |             | DVG         | 1 311        | 22,32        |             |             |
| 2                    | Monique Nehou    |             | DVG         | 1 311        | 22,32        |             |             |
| 3                    | Catherine Durand |             | FN          | 1 338        | 22,78        | 1 493       | 27,64       |
| 3                    | Jacky Ledormeur  |             | FN          | 1 338        | 22,78        | 1 493       | 27,64       |
| 4                    | Martine Danjou   |             | FG          | 417          | 7,10         |             |             |
| 4                    | Nicolas Jau      |             | FG          | 417          | 7,10         |             |             |
|                      |                  |             |             |              |              |             |             |
| Inscrits             | Inscrits         | Inscrits    | Inscrits    | 11 719       | 100,00       | 11 713      | 100,00      |
| Abstentions          | Abstentions      | Abstentions | Abstentions | 5 400        | 46,08        | 5 485       | 46,83       |
| Votants              | Votants          | Votants     | Votants     | 6 319        | 53,92        | 6 228       | 53,17       |
| Blancs               | Blancs           | Blancs      | Blancs      | 281          | 4,45         | 400         | 6,42        |
| Nuls                 | Nuls             | Nuls        | Nuls        | 165          | 2,61         | 426         | 6,84        |
| Exprimés             | Exprimés         | Exprimés    | Exprimés    | 5 873        | 92,94        | 5 402       | 86,74       |
| * conseiller sortant |                  |             |             |              |              |             |             |

Les deux candidats du Front de gauche déposent un recours devant le tribunal administratif de Caen pour dénoncer la non-conformité des bulletins de premier tour du tandem Philippe Bas-Martine Lemoine imprimés en deux couleurs au lieu d'une seule. Le 24 septembre suivant, le tribunal invalide l'élection. Philippe Bas ayant décidé de ne pas faire appel de cette décision, une nouvelle élection se tient le 6 décembre et voit la réélection du binôme Philippe Bas-Martine Lemoine.